# A Hundred Year Legacy
A Hundred Year Legacy (hangul: 백년의 유산; rr: Baengnyeon-ui Yusan) é uma série de televisão sul-coreana de 2013 estrelada por Eugene e Lee Jung-jin. Girando em torno de temas de comida, amor e família, essa série retrata uma modesta casa de macarrão em Seul que é administrada pela mesma família há três gerações. Foi ao ar na MBC de 5 de janeiro a 23 de junho de 2013, aos sábados e domingos às 21h50, totalizando 50 episódios.
O título provisório inicial era Third Generation Noodle House (hangul: 삼대째 국수집; rr: Samdaessae Guksujib; lit. Casa de Macarrão de Terceira Geração).
Ganhou o prêmio de Drama do Ano no MBC Drama Awards de 2013.

## Sinopse
Min Chae-won é a neta mais velha de uma família que mora nas redondezas de Seul e administra uma fábrica de macarrão há três gerações. Casada há três anos com Chul-gyu, cuja família rica é dona do grupo empresarial Golden Dragon Food, Chae-won teve uma vida difícil porque sua sogra se opôs veementemente ao casamento e, desde então, não a aceitou na família.
Quando o marido a trai, ela se afasta dos sogros e decide se divorciar dele. Sua sogra a internou falsamente em um hospital psiquiátrico como vingança pelo divórcio. Em seguida, ela retorna à fábrica de macarrão da família e se esforça para modernizá-la e expandi-la. Mais tarde, Chae-won conhece Lee Se-yoon, filho de uma família rica, que é famoso por ser rude com todos ao seu redor. Ambos acabam cuidando de feridas de romances passados.

## Elenco
- Eugene como Min Chae-won[8][9][10]
- Lee Jung-jin como Lee Se-yoon
- Choi Won-young como Kim Chul-gyu
- Yoon A-jung como Kim Joo-ri
- Shin Goo como Uhm Pyung-dal
- Jung Hye-sun como Kim Kkeut-soon
- Jung Bo-seok como Min Hyo-dong[11]
- Jeon In-hwa como Yang Choon-hee
- Kim Myung-soo como Uhm Ki-moon
- Park Joon-geum como Do Do-hee
- Seo Young-hoon como Uhm Seul-hong
- Kwon Oh-joong como Uhm Ki-choon
- Kim Hee-jung como Gong Kang-sook
- Lee Tae-woo como Uhm Bo-reum
- Sunwoo Sun como Uhm Ki-ok
- Park Yeong-gyu como Kang Jin
- Cha Hwa-yeon como Baek Seol-joo
- Nam Myung-ryul como Lee Dong-kyu
- Park Won-sook como Bang Young-ja
- Gong Jung-hwan como seonbae de Se-yoon
- Hwang Sun-hee como Eun-seol
- Shim Yi-young como Ma Hong-joo
- Oh Ha-nee como Ha-nee
- Seo Kwon-soon como mãe de Hong-joo
- Jeon Sung-ae como Sra. Park
- Baek Bo-ram como xamã ("mudang")
- Min Joon-hyun como repórter do presidente Bang
- Lee Hyun-woo

## Prêmios e indicações
| Ano  | Cerimônia                                     | Categoria                                           | Destinatário          | Resultado |
| ---- | --------------------------------------------- | --------------------------------------------------- | --------------------- | --------- |
| 2013 | Korea Drama Awards                            | Prêmio de Alta Excelência, Ator                     | Lee Jung-jin          | Venceu    |
| 2013 | Korea Drama Awards                            | Prêmio de Excelência, Atriz                         | Eugene                | Indicado  |
| 2013 | Korea Drama Awards                            | Melhor Diretor de Produção                          | Joo Sung-woo          | Indicado  |
| 2013 | APAN Star Awards                              | Prêmio de Excelência, Atriz                         | Eugene                | Indicado  |
| 2013 | MBC Drama Awards                              | Drama do Ano                                        | A Hundred Year Legacy | Venceu    |
| 2013 | MBC Drama Awards                              | Prêmio de Alta Excelência, Ator em Série Dramática  | Lee Jung-jin          | Venceu    |
| 2013 | MBC Drama Awards                              | Prêmio de Alta Excelência, Atriz em Série Dramática | Eugene                | Indicado  |
| 2013 | MBC Drama Awards                              | Prêmio de Alta Excelência, Atriz em Série Dramática | Park Won-sook         | Indicado  |
| 2013 | MBC Drama Awards                              | Prêmio de Atuação de Ouro, Ator                     | Jung Bo-seok          | Venceu    |
| 2013 | MBC Drama Awards                              | Roteirista do Ano                                   | Gu Hyun Sook          | Venceu    |
| 2013 | MBC Drama Awards                              | Prêmio Lifetime Achievement                         | Park Won-sook         | Venceu    |
| 2014 | WorldFest-Houston International Film Festival | Prêmio Remi Bronze para Séries Dramáticas de TV     | A Hundred Year Legacy | Venceu    |